# تله‌خان
تله‌خان، روستایی از توابع بخش مرکزی شهرستان آستارا در استان گیلان ایران است.

## جمعیت
این روستا در دهستان ویرمونی قرار دارد و براساس سرشماری مرکز آمار ایران در سال ۱۳۸۵، جمعیت آن ۹۲ نفر (۲۰خانوار) بوده‌است.